# ديف شامبرز
ديف شامبرز هو مدرب هوكي جليد كندي، ولد في 7 مايو 1940 في أونتاريو في كندا.

## وصلات خارجية
- ديف شامبرز على موقع HockeyDB.com (الإنجليزية)